# Всероссийский съезд геологов
Всесоюзный и Всероссийский съезд геологов — съезды геологов в СССР (1922—1928), и съезды геологов России с 2000 года.

## История
В 1867—1916 годах проходили Съезды русских естествоиспытателей и врачей. Тем обсуждения и делегатов становилось всё больше, поэтому тематика съездов разделилась по соответствующим наукам.
C 1878 года проходили сессии Международного геологического конгресса, для подготовки к нему, после образования СССР, с 1922 года начали проходить Всесоюзные съезды геологов с международным участием.
В 1927 году состоялось I Всесоюзное совещание минералогов (Минералогический музей АН СССР, Ленинград, 1-7 января 1927). На нём Было запланировано ежегодное чередование геологических (Ташкент, 1928) и минералогических съездов (Тифлис, 1929).

### Съезды в Российской империи
- 1903, Санкт-Петербург — I Всероссийский съезд практиков геолого-разведочного дела (Горный институт)[2].
- 1911, Санкт-Петербург — II Всероссийский съезд практиков геолого-разведочного дела (26 декабря 1911 — 4 января 1912).

### Всесоюзные съезды
- 1922, Петроград — I «Всероссийский геологический съезд» (1-12 июня 1922, 300 участников). Организатор Геологический комитет, председатель — Карпинский, Александр Петрович.
- 1926, Киев — II Всесоюзный съезд геологов (30 сентября — 6 октября 1926). Геологическая экскурсия по Киеву и Днепру[3]. Председатель — Личков, Борис Леонидович.
- 1928, Ташкент — III Всесоюзный съезд геологов (20-26 сентября, 1928). Геологическая экскурсия по Средней Азии. Организатор Геологический комитет, председатель — Обручев, Владимир Афанасьевич[4]

### Всероссийские съезды
- 2000, Санкт-Петербург — IV Всероссийский съезд геологов (4 октября 2000). Был посвящен 300-летию основания горно-геологической службы России, сопровождался международной выставкой «Геологоразведка-2000».
- 2003, Москва — V Всероссийский съезд геологов (25 ноября 2003). 3000 делегатов, 1500 докладов, выставка «Минерально-сырьевая база России: величие наследия, динамика созидания, масштабность задач».[5]
- 2008, Москва — VI Всероссийский съезд геологов (27-29 октября 2008).
- 2012, Москва — VII Всероссийский съезд геологов (24-26 октября 2012). Организаторы: Министерство природных ресурсов и экологии Российской Федерации, Федеральное агентство по недропользованию, Российское геологическое общество[6]
- 2016, Москва — VIII Всероссийский съезд геологов (26-28 октября 2016)[7][8]
- [когда?] — IX Всероссийский съезд геологов.